# Comic Relief
Comic Relief est une organisation caritative fondée au Royaume-Uni en 1985 par le scénariste Richard Curtis et l'acteur Lenny Henry en réaction à la famine en Éthiopie. Tous les deux ans le « Red Nose Day », un téléthon, l'un des plus importants d'Angleterre, a lieu en mars.

## Historique
Comic Relief est lancé en direct sur BBC1, à Noël 1985, depuis un camp de réfugiés au Soudan.
L'un des principes fondamentaux de l'organisation est le « Golden Pound Principle » selon lequel tout l'argent issu des dons est intégralement consacré aux projets caritatifs. Tous les coûts opérationnels sont payés par les sponsors et les intérêts de l'argent placé en attendant d'être utilisé.
Les deux principaux partenaires de Comic Relief sont la BBC et la chaîne de supermarché Sainsbury's.  La BBC diffuse le « Red Nose Day », et Sainsbury's reverse une partie du produit de ses ventes à l'organisation.
En 1989, le groupe Bananarama accompagné du duo comique French et Saunders, renommé pour l'occasion Lananeeneenoonoo, sort une reprise de Help! des Beatles en single, avec les gains reversés au profit de Comic Relief.
En 2001, J. K. Rowling, auteure de la série Harry Potter, écrit deux livres courts inspirés de son univers sorcier, Les Animaux fantastiques et Le Quidditch à travers les âges, dont les bénéfices sont tous reversés à Comic Relief.
En 2009, Comic Relief a créé un site internet lançant un appel à une taxation des transactions financières appelé « Robin Hood tax ».
En 2013, le boys band One Direction sort un single intitulé One Way or Another (Teenage Kicks) afin de récolter de l'argent au profit de Comic Relief.
En 2014, le girl group Little Mix sort un single intitulé World Up ! (en) afin de récolter de l'argent au profit de Sport Relief (en), Comic Relief.
En 2015, les artistes Sam Smith et John Legend reprennent le titre Lay Me Down de ce même chanteur britannique Sam Smith.